# Last Stop
「Last Stop」（ラスト・ストップ）は、野川さくらの12枚目のシングル。2010年1月29日に ラムズから発売された

## 解説
『Eternal Memory』同様、アニメイト限定で発売された。作詞作曲は、野川と公私ともに仲の良い桃井はるこが手掛けている。
表題曲「Last Stop」は、ドラマCD『新新宿駅企画課 あるぷすひろば』の主題歌、カップリング曲『SAKURA AI REN』は『野川さくらのマシュマロ♪たいむ』のエンディングテーマとして使用された。タイトルの『AI REN』とは、恋愛の2文字を逆さにしてローマ字表記にしたものである。

## 収録曲
1. Last Stop [4:09]
作詞・作曲:桃井はるこ、編曲:Haraddy
  - ドラマCD『新新宿駅企画課 あるぷすひろば』主題歌
2. SAKURA AI REN [4:11]
作詞・作曲：桃井はるこ、編曲:Haraddy
  - HiBiKi Radio Station『野川さくらのマシュマロ♪たいむ』エンディングテーマ
3. Last Stop（Off Vocal）
4. SAKURA AI REN（Off Vocal）

## 収録アルバム
| 曲名          | 収録アルバム        | 発売日        | 備考                  |
| ------------- | ------------------- | ------------- | --------------------- |
| Last Stop     | 『HAPPY HARMONICS』 | 2010年8月25日 | 6thオリジナルアルバム |
| SAKURA AI REN | 『HAPPY HARMONICS』 | 2010年8月25日 | 6thオリジナルアルバム |